# Tomo a Flaviano

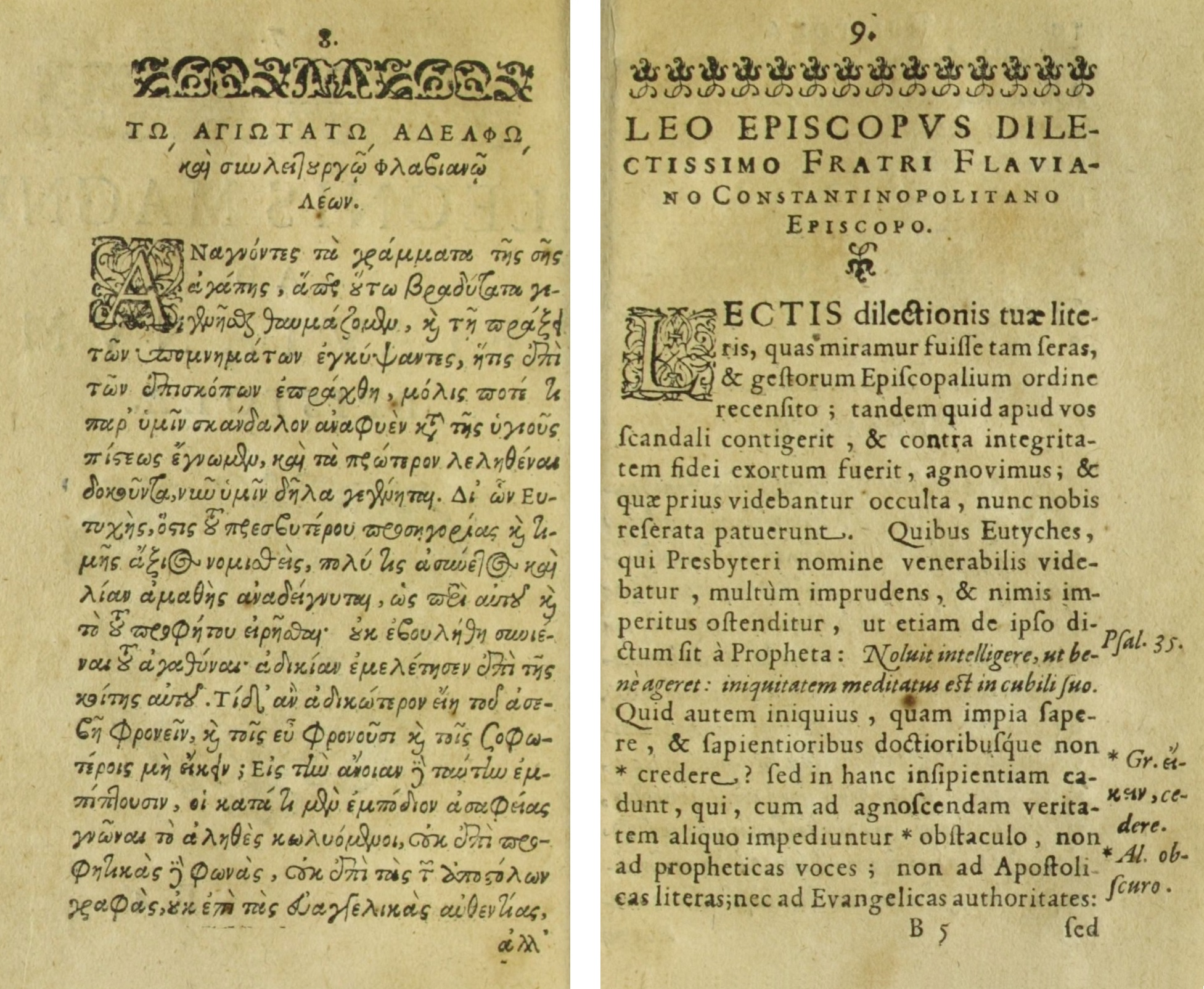
Tomo a Flaviano de León Magno en griego y latín (impresión de Nicolaus Glaser, 1614).

El Tomo a Flaviano (en latín: Tomus ad Flavianum), también conocido como Tomo de León (Tomus Leonis), es un tratado de cristología que el papa León I el Magno envió al patriarca Flaviano de Constantinopla en el año 449 para responder a la apelación de Eutiques, quien había sido condenado por rechazar la fórmula propuesta inicialmente por Proclo de Constantinopla de las dos naturalezas en Cristo.
En el tomo se rechaza el monofisismo, desarrollando la doctrina de las dos naturalezas en una persona, siguiendo la doctrina de la comunicación idiomática que se va formulando desde el Concilio de Éfeso: en Cristo se dan las propiedades de lo humano y lo divino, aunque lo humano y lo divino sean distintos. De este modo, se afirma que en Cristo se unen la naturaleza humana y la divina sin confusión ni mezcla.

Quedando, pues, a salvo la propiedad de una y otra naturaleza y uniéndose ambas en una sola persona, la humildad fue recibida por la majestad, la flaqueza, por la fuerza, la mortalidad, por la eternidad, y para pagar la deuda de nuestra raza, la naturaleza inviolable se unió a la naturaleza pasible. Y así —cosa que convenía para nuestro remedio— uno solo y el mismo mediador de Dios y de los hombres, el hombre Cristo Jesús (1Tm 2,5), por una parte pudiera morir y no pudiera por otra. En naturaleza, pues, íntegra y perfecta de verdadero hombre, nació Dios verdadero, entero en lo suyo, entero en lo nuestro. [...] Una y otra forma, en efecto, obra lo que le es propio, con comunión de la otra; es decir, que el Verbo obra lo que pertenece al Verbo, la carne cumple lo que atañe a la carne. Uno de ellos resplandece por los milagros, el otro sucumbe por las injurias. Y así como el Verbo no se aparta de la igualdad de la gloria paterna; así tampoco la carne abandona la naturaleza de nuestro género.
León I el Magno

Como el emperador Teodosio II apoyaba a Eutiques, convocó a un segundo Concilio de Éfeso, donde se le justificó, se ignoró el Tomo de León con desprecio y se proscribió  toda mención a las dos naturalezas. El papa León por su parte desaprobó dicho concilio llamándolo «latrocinio» y tras la muerte de Teodosio se convocó al Concilio de Calcedonia, que adoptó el Tomo como ortodoxia, elaborando una minuciosa definición cristológica que recogió la doctrina de las dos naturalezas de Cristo.